# Flores (Azoren)
Flores (deutsch: Blumen; portugiesischer Name: Ilha das Flores) ist mit 143,1 km² die viertkleinste Insel der portugiesischen Inselgruppe der Azoren im Atlantik. Hauptstadt ist Santa Cruz das Flores mit ca. 1600 Einwohnern.
Auf der Insel leben etwa 3800 Menschen. Amts- und Umgangssprache ist Portugiesisch, viele Einwohner sprechen aber auch Englisch oder Französisch.
2009 nahm die UNESCO die Insel in die Liste der Biosphärenreservate auf.

## Geographie
Flores misst 17 km in der Länge und ca. 12,5 km an der breitesten Stelle. Höchste Erhebung ist der erloschene Vulkan Morro Alto mit 914 m. Die letzten vulkanischen Aktivitäten sind ca. 3000 Jahre her. Große Teile der Insel um Morro Alto herum sind Naturschutzgebiet.
Flores liegt wie die Nachbarinsel Corvo, im Gegensatz zu den anderen Azoreninseln, auf der nordamerikanischen Platte. Sie ist die westlichste europäische Insel, der Ort Fajã Grande damit das westlichste Dorf Europas. Die Luftlinienentfernung zum portugiesischen Festland beträgt 1863 Kilometer, zu Ponta Delgada etwa 520 Kilometer.

## Geschichte
Frühere Namen von Flores waren São Tomás und Santa Maria. Benannt wurde die Insel aber schließlich nach ihrer einzigartigen Blumenlandschaft. 1452 entdeckte Diogo de Teive die Inseln Flores und Corvo, besiedelt wurde die Insel erstmals um 1470 vom Flamen Wilhelm van der Haegen. Er verließ Flores jedoch einige Jahre später wieder, weil die Insel zu abgeschieden lag und keine regelmäßigen Bootsverbindungen nach Europa bestanden, welche die Ausfuhr der wertvollen Farbstoffpflanze Färberwaid (Pastel) hätte sichern können.
Um 1500 schließlich folgten erste Siedler aus Portugal, die die Ortschaften Lajes das Flores und Santa Cruz das Flores gründeten. Sie machten die Insel urbar und pflanzten Getreide, Mais und Gemüse an.
In den nächsten Jahrhunderten lebten die Einwohner weitgehend isoliert; aufgrund der abgeschiedenen Lage kamen nur selten Handelsschiffe von den Azoreninseln Faial und Terceira, um Walöl, Butter und Honig gegen Stoffe zu tauschen. Trotz der Isolation wurde Flores öfter von Seeräubern geplündert.
Eine Wende kam Mitte des 19. Jahrhunderts, als amerikanische Walfänger in den Gewässern der Azoren Jagd auf Pottwale machten. Viele Einwohner von Flores heuerten auf den Walfängern an. Das amerikanische Walfangschiff Wanderer machte noch bis 1924 Jagd auf Wale.
1963 errichteten die Franzosen eine Fernmeldestation auf Flores. Ein Krankenhaus, ein Elektrizitätswerk und ein Flughafen wurden in den folgenden Jahren errichtet und brachten der Insel finanziellen Aufschwung. Seit dem Abzug der Franzosen 1994 wird die Entwicklung des Tourismus forciert.

## Verwaltung
Die Insel Flores gehört zur Autonomen Region der Azoren und ist damit Teil des Staatsgebietes Portugals.

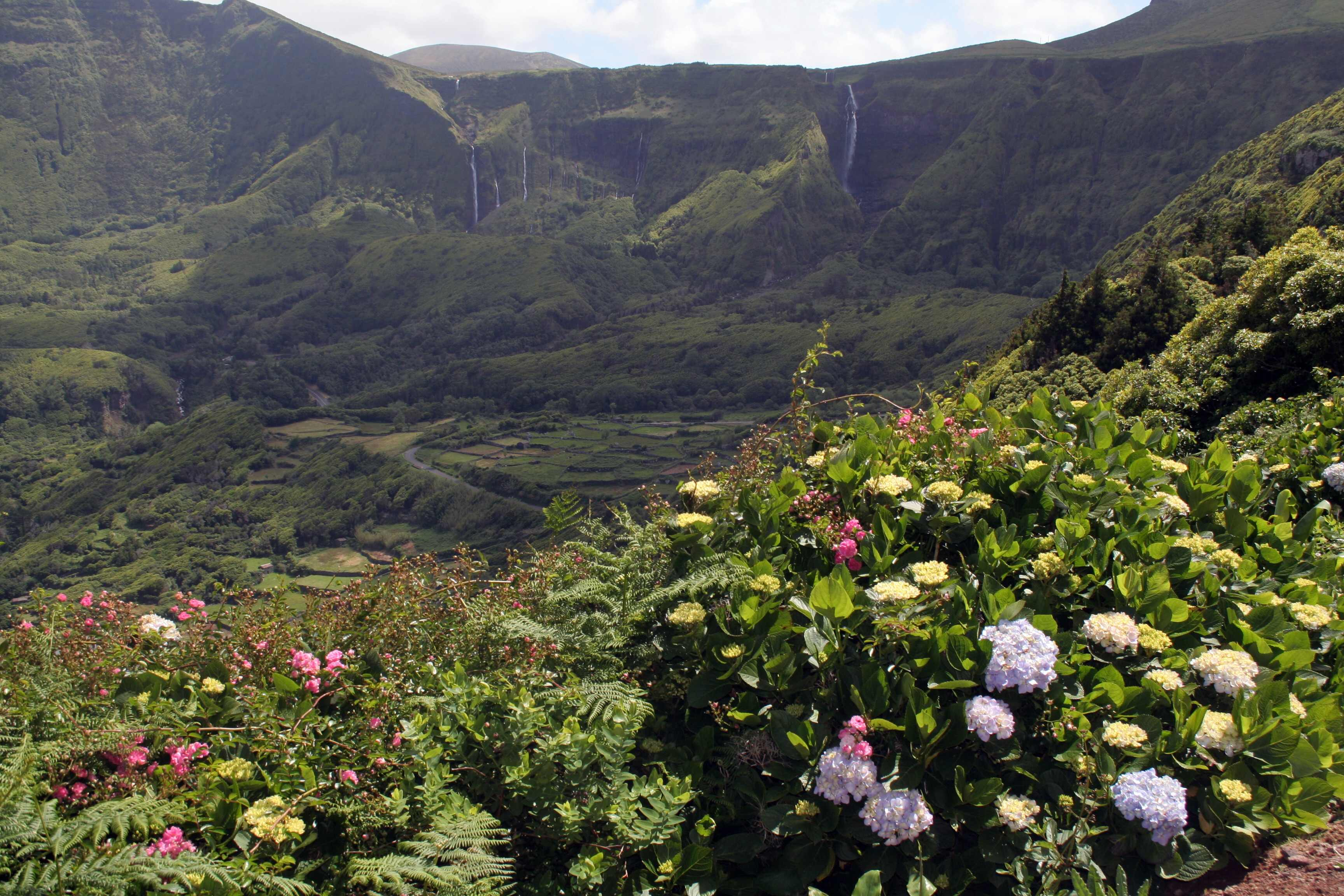
Bergmassiv oberhalb von Fajãzinha

Die Insel ist in zwei Concelhos (port. Kreise) aufgeteilt:
- Santa Cruz das Flores (Hauptstadt), mit vier Gemeinden:
  - Caveira
  - Cedros
  - Ponta Delgada
  - Santa Cruz das Flores
- Lajes das Flores, mit sieben Gemeinden:
  - Fajã Grande
  - Fajãzinha
  - Fazenda
  - Lajedo
  - Lajes das Flores
  - Lomba
  - Mosteiro

## Einzelnachweise

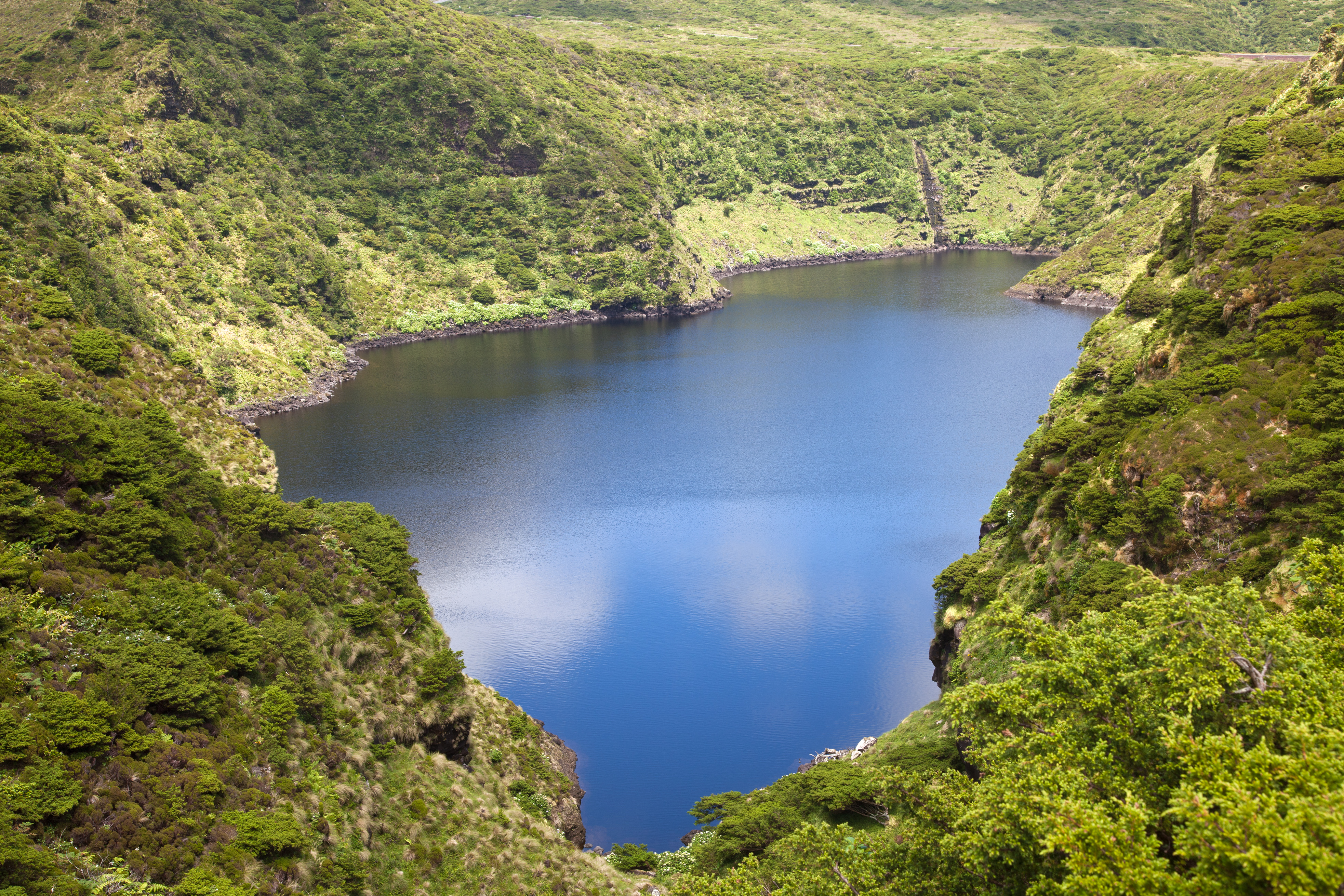
Lagoa Comprida auf der Hochebene
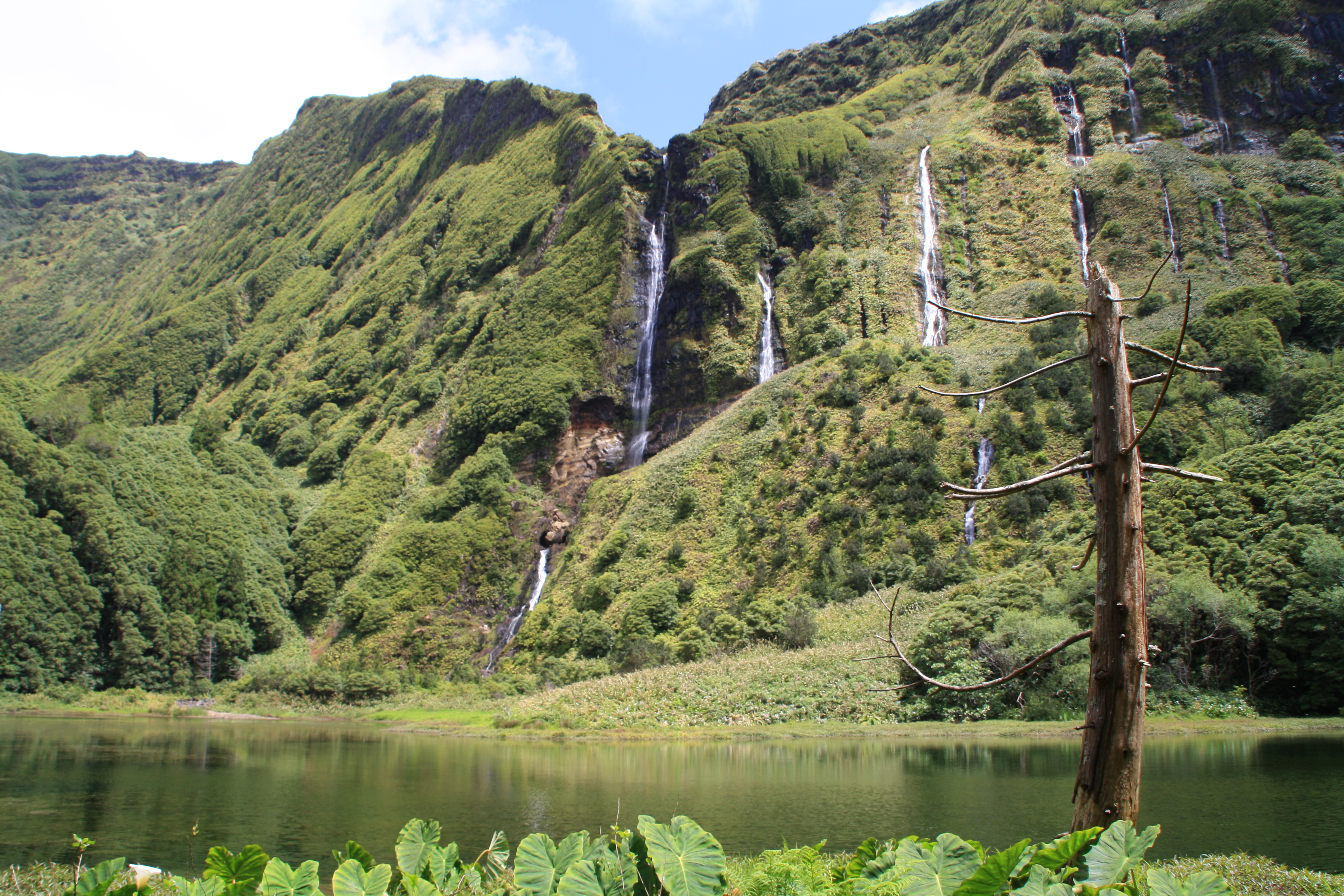
Poço da Alagoinha
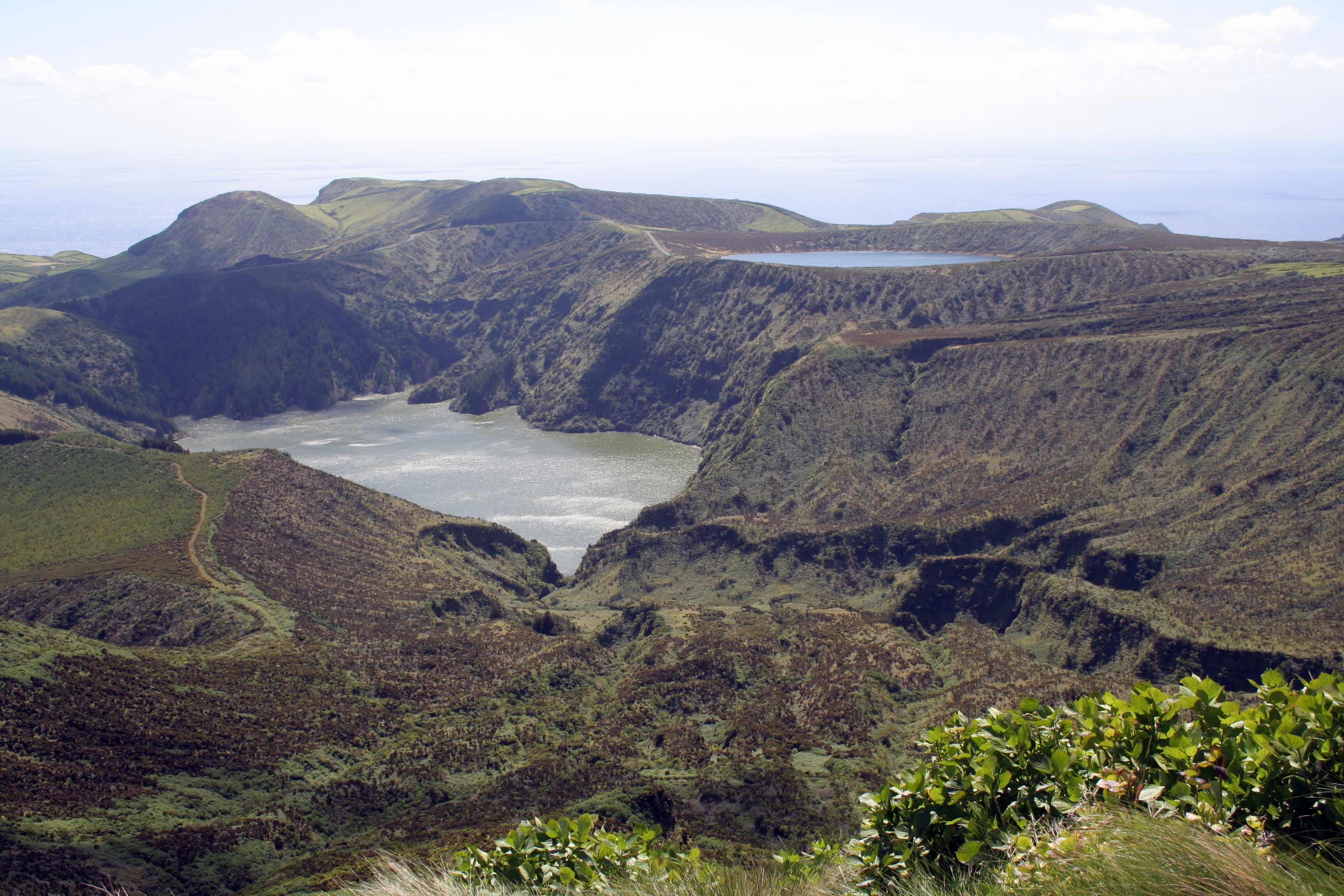
Caldeira Funda / Caldeira Rasa
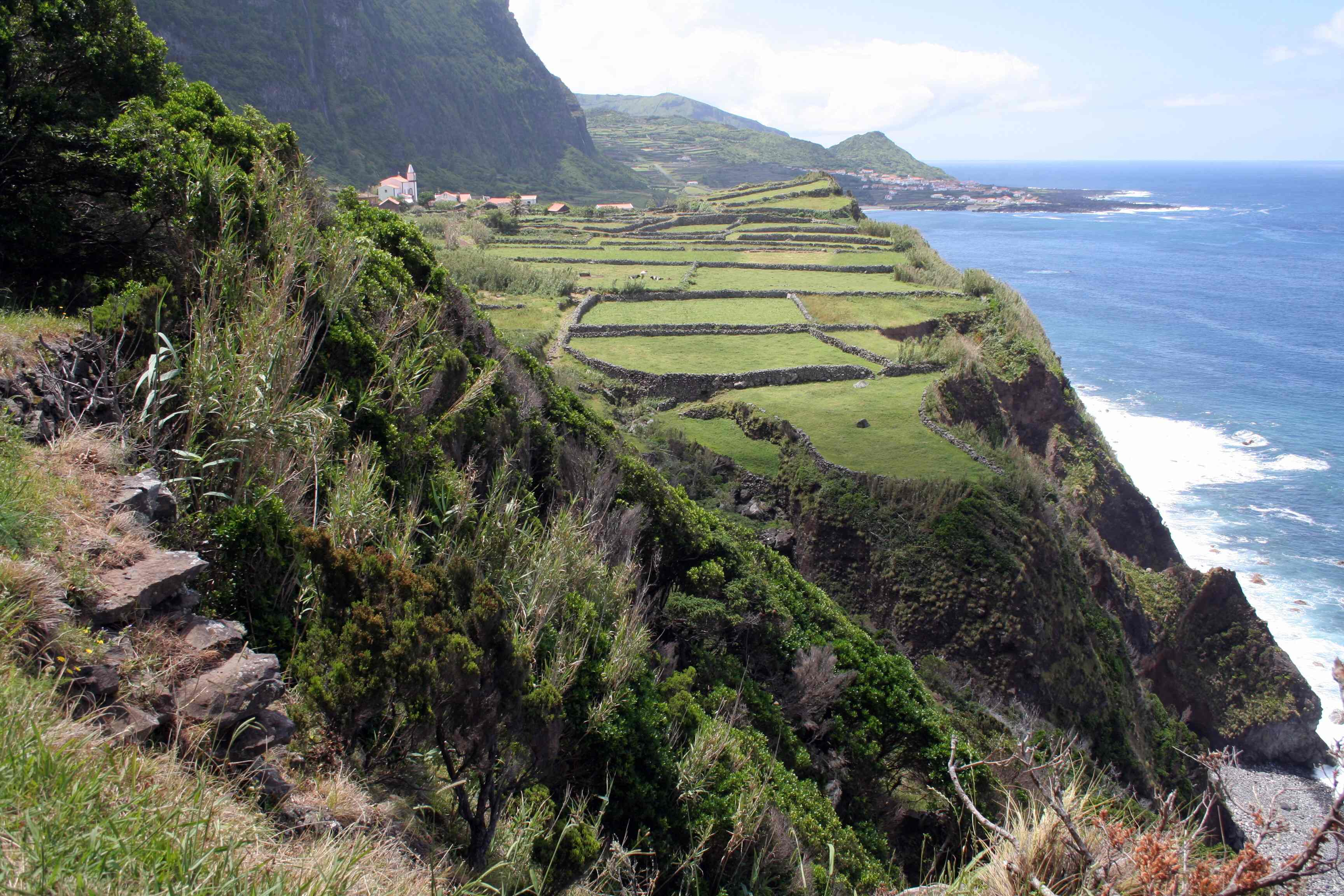
Ponta
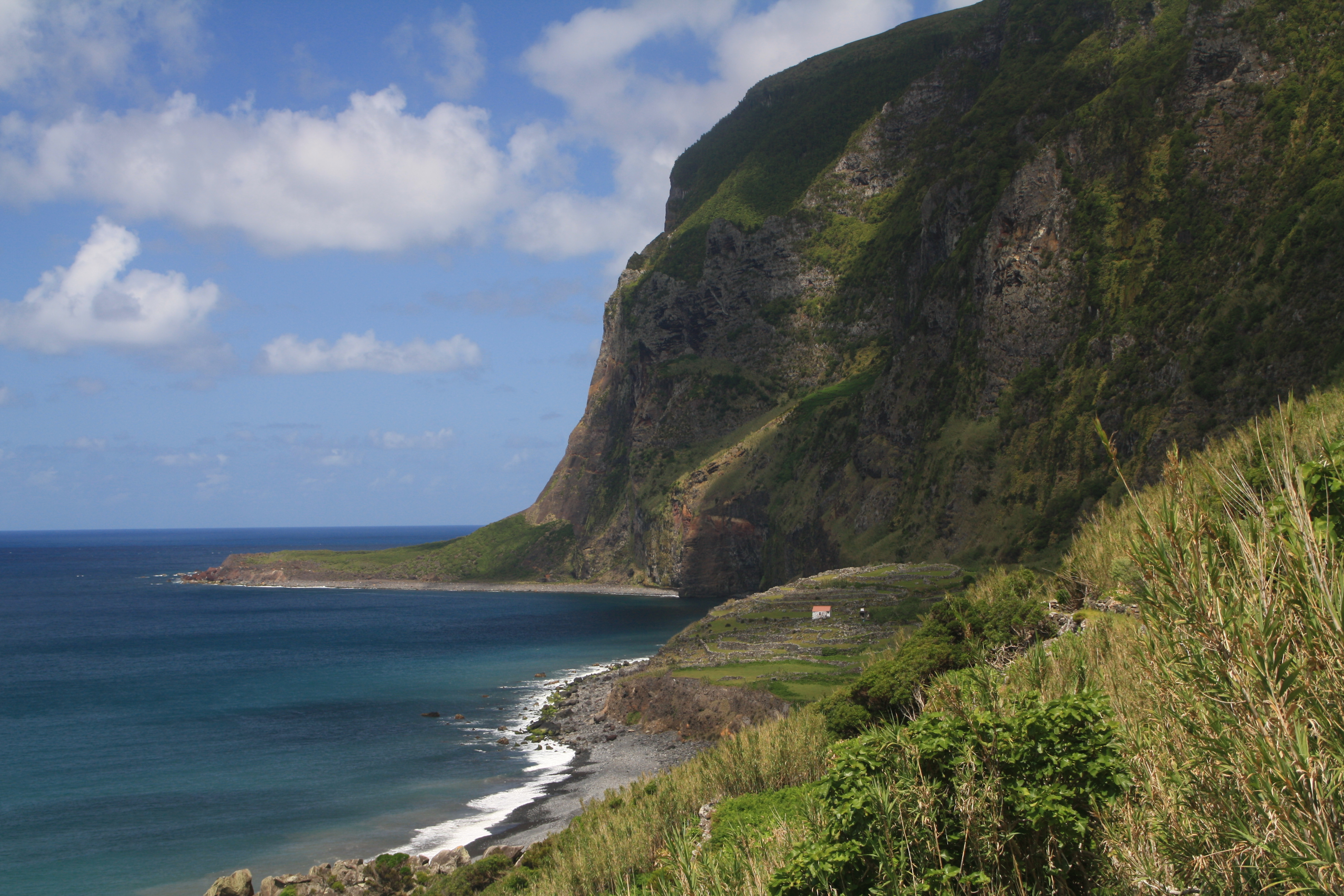
Fajã de Lopo Vaz
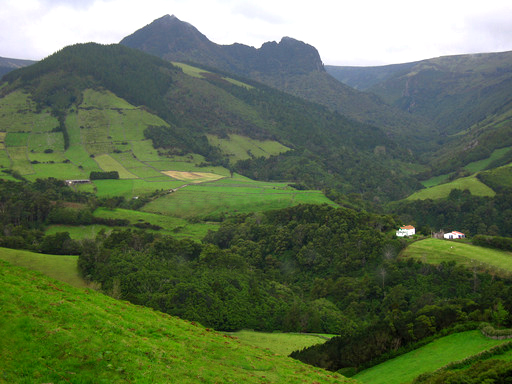
Im Landesinneren der Insel Flores